# Zygmunt Hassa
Zygmunt Hassa (ur. 1 marca 1933 w Katowicach, zm. 29 stycznia 2014) – polski dyrygent.
W 1958 roku ukończył z wyróżnieniem Wyższe Studia Artystyczne we Wrocławiu na wydziale Kompozycji, Teorii i Dyrygentury. Jeszcze w tym samym roku, jako młody absolwent został dyrygentem i kierownikiem artystycznym Państwowej Orkiestry Symfonicznej w Zielonej Górze. Jednocześnie był też dyrygentem Państwowej Opery we Wrocławiu, gdzie m.in. sprawował kierownictwo muzyczne nad inscenizacją baletu „Wesele Krakowskie w Ojcowie” Karola Kurpińskiego. Od 1965 roku należał do PZPR. Po 14 latach pracy w Filharmonii Zielonogórskiej, w 1972 roku objął stanowisko dyrektora i kierownika artystycznego Państwowej Filharmonii w Częstochowie, jeszcze przez 4 sezony współpracując z Operą Wrocławską. 
Z Filharmonią Częstochowską współpracował do 1990 roku – od 1986 roku na stanowisku dyrektora artystycznego. Z Częstochowskimi Filharmonikami dyrygował koncertami w Polsce, ale także za granicą, m.in. w: Niemczech, Włoszech, Hiszpanii, Rumunii, Jugosławii, Bułgarii. 
W Częstochowie prowadził również działalność pedagogiczną. W 1986 zyskał tytuł docenta Wyższej Szkoły Pedagogicznej gdzie również pełnił funkcję kierownika zakładu dyrygowania w Instytucie Wychowania Artystycznego na wydziale Humanistyczno-Pedagogicznym. 
Zygmunt Hassa za swą działalności artystyczną otrzymał liczne wyróżnienia i nagrody, m.in.: Krzyż Kawalerski Orderu Odrodzenia Polski, Srebrny i Złoty Krzyż Zasługi, Zasłużony Działacz Kultury. Był też członkiem Narodowej Rady Kultury.